# Jeníkov (ort i Tjeckien, Ústí nad Labem)
Jeníkov är en ort i Tjeckien.   Den ligger i regionen Ústí nad Labem, i den nordvästra delen av landet, 80 km nordväst om huvudstaden Prag. Jeníkov ligger 243 meter över havet och antalet invånare är 844.
Terrängen runt Jeníkov är kuperad norrut, men söderut är den platt.Runt Jeníkov är det tätbefolkat, med 427 invånare per kvadratkilometer. Närmaste större samhälle är Most, 16,0 km sydväst om Jeníkov. Trakten runt Jeníkov består i huvudsak av gräsmarker.